# Solonț
Solonț is een Roemeense gemeente in het district Bacău.
Solonț telt 3841 inwoners.